# تان هوئا
تان هوئا (به لاتین: Tân Hoá) یک منطقهٔ مسکونی در ویتنام است که در استان کوانگ‌بن واقع شده‌است.